# Aratitiyopea lopezii
Aratitiyopea lopezii är en gräsväxtart som först beskrevs av Lyman Bradford Smith, och fick sitt nu gällande namn av Julian Alfred Steyermark och Paul Edward Berry. Aratitiyopea lopezii ingår i släktet Aratitiyopea och familjen Xyridaceae.

## Underarter
Arten delas in i följande underarter:
- A. l. colombiana
- A. l. lopezii